# Aritzo
Aritzo is een gemeente in de Italiaanse provincie Nuoro (regio Sardinië) en telt 1445 inwoners (31-12-2004). De oppervlakte bedraagt 75,7 km², de bevolkingsdichtheid is 19 inwoners per km².

## Demografie
Aritzo telt ongeveer 500 huishoudens. Het aantal inwoners daalde in de periode 1991-2001 met 8,7% volgens cijfers uit de tienjaarlijkse volkstellingen van ISTAT.
| Jaar | Inwoneraantal |
| ---- | ------------- |
| 1991 | 1692          |
| 2001 | 1544          |

## Geografie
Aritzo grenst aan de volgende gemeenten: Arzana (OG), Belvì, Desulo, Gadoni, Laconi (OR), Meana Sardo, Seulo (CA).
Aritzo · Atzara · Austis · Belvì · Birori · Bitti · Bolotana · Borore · Bortigali · Desulo · Dorgali · Dualchi · Fonni · Gadoni · Galtellì · Gavoi · Irgoli · Lei · Loculi · Lodine · Lodè · Lula · Macomer · Mamoiada · Meana Sardo · Noragugume · Nuoro · Oliena · Ollolai · Olzai · Onanì · Onifai · Oniferi · Orani · Orgosolo · Orosei · Orotelli · Ortueri · Orune · Osidda · Ottana · Ovodda · Posada · Sarule · Silanus · Sindia · Siniscola · Sorgono · Teti · Tiana · Tonara · Torpè
1. ↑  https://demo.istat.it/?l=it.